# Ernest Lester Smith
Ernest Lester Smith (* 7. August 1904; † 6. November 1992) war ein britischer Chemiker und Theosoph, der für das Pharmaunternehmen Glaxo Laboratories arbeitete und dort vor allem durch seine Untersuchungen zur Kinetik der Seifenproduktion, seine Forschungs- und Entwicklungsarbeiten zur Penicillinproduktion während des Zweiten Weltkriegs sowie anschließend durch seinen Beitrag zur Isolierung des Vitamins B12 im Jahre 1948 bekannt wurde.
Gewähltes Mitglied der britischen Royal Society (Elected F.R.S) seit 1957.